# Musenbecke
Die Musenbecke ist ein 2,6 km langer, orografisch rechter Nebenfluss der Glenne im nordrhein-westfälischen Brilon, Deutschland. Der Bach fließt vollständig auf der Gemarkung von Scharfenberg.

## Geographie
Der Bach entspringt etwa 750 m westsüdwestlich der Kirche von Scharfenberg. Die Quelle liegt an der Westseite eines Sattels auf einer Höhe von 449 m ü. NHN. Von hier aus fließt die Musenbecke zunächst für etwa 500 m in westliche Richtungen. Anschließend wendet sie ihren Lauf nach Norden und folgt etwa 500 m nördlichen und anschließend etwa 400 m nordwestlichen Richtungen. In diesem Bereich wird ein Teil des Wassers durch drei Teiche geleitet. Auf der letzten Wegstrecke folgt die Musenbecke westlichen Richtungen. Nach einer Flussstrecke von 2,6 km mündet der Bach auf 395 m ü. NHN in die Glenne. Die Mündung liegt etwa 2,6 km westlich von Scharfenberg und 2 km nordwestlich von Rixen. Bei einem Höhenunterschied von 54 m beträgt das mittlere Sohlgefälle 20,8 ‰.
Das oberflächliche Einzugsgebiet hat eine Größe von 3,508 km² und wird über Glenne, Möhne, Ruhr und Rhein zur Nordsee hin entwässert.

## Naturschutz
Im gesamten Verlauf fließt die Musenbecke durch Naturschutzgebiete. Der Quellbereich liegt im Naturschutzgebiet Brüche, der Mittel- und Unterlauf im Naturschutzgebiet Talsystem der Glenne.